# هانم محمد
هانم محمد (19 مايو 1932 - 15 أكتوبر 2007)، ممثلة مصرية.

## عن حياتها
تنوعت أدوارها على الشاشة وفي المسرح والتلفزيون من أعمالها المسرحية «دقى يا مزيكا» أدت أدوار الأم ودور بنت البلد الخفيفة الظل وفي بعض الأحيان قدمت دور الأم القاسية التي لا تخلو من الرقة.
لفنانة المصرية الراحلة هانم محمد التي ولدت في التاسع عشر من شهر مايو عام 1932 وبرجها الفلكي هو برج الثور، اسمها الحقيقي هو هانم محمد خليفة وهي من مواليد محافظة القاهرة، بدأت حياتها الفنية في فترة السبعينات واشتهرت بالأدوار الثانوية وتنوعت أعمالها ما بين التلفزيون والسينما والمسرح أيضاً، برزت كثيراً في دور الأم مع الفنان عادل إمام في فيلم “بخيت وعديلة”.
عملت أمام كبار النجوم أمثال الفنان الراحل أحمد زكي والزعيم عادل إمام والفنانة الراحلة معالي زايد وغيرهم، عرفت من خلال دورها في فيلم “صعيدي في الجامعة الأمريكية” وكذلك مسلسل “الحاوي” مع النجمة إلهام شاهين والنجم الراحل فاروق الفيشاوي، اكما أن من أبرز أعمالها فيلم “جواز بقرار جمهوري”، فيلم “النمر والأنثى”، مسرحية “دقي يا مزيكا”، فيلم “اللعب مع الكبار” وغيرها، الفنانة هانم محمد توفيت في الخامس عشر من شهر أكتوبر وذلك في عام 2007 عن عمر يناهز 78 عام.

## من التمثيليات التلفزيونية
- الست عيشة بدور (عجيبة) أم عيشة
- المناسبات
- جدتي زوزو بدور حسنية
  - مسلسل “قهوة رضا” في عام 1974.
  - مسلسل “أحلام الفتى الطائر” في عام 1978.
  - مسلسل “ومشيت طريق الأخطار” في عام 1981.
  - مسلسل “أمي الحبيبة” في عام 1982.
  - مسلسل “الشهد والدموع ج1” في عام 1983.
  - مسلسل “زينب” في عام 1985.
  - مسلسل “حكايات هو وهي” في عام 1985.
  - مسلسل “غداً تدق الأجراس” في عام 1987.
  - مسلسل “مغامرات زكي الناصح” في عام 1990.
  - مسلسل “ومازال النيل يجري” في عام 1992.
  - مسلسل “يوميات ونيس” في عام 1995.
  - مسلسل “ومنين أجيب ناس” في عام 1997.
  - مسلسل “زيزينيا الليل والفنار ج2” في عام 2000.
  - مسلسل “حمزة وبناته الخمسة” في عام 2001.
  - مسلسل “فارس بلا جواد” في عام 2002.
  - مسلسل “تعالى نحلم ببكرة” في عام 2003.
  - مسلسل “الحقيقة والسراب” في عام 2003.
  - مسلسل “القرار الأخير” في عام 2004.

## من أهم المسرحيات
- الزلزال 1990
  - مسرحية “راسب مع مرتبة الشرف” في عام 1978.
  - مسرحية “سحلب” في عام 1992.
  - مسرحية “دقي يا مزيكا” في عام 1993.
  - مسرحية “الأميرة والصعلوك” في عام 2005.

## من أهم الأفلام
- لن أغفر أبدا (1981)
- الشقة من حق الزوجة.
- حد السيف.
- مشوار عمر.
- رغبة وحقد وانتقام.
- النمر والأنثى.
- المساطيل.
- درب البهلوان.
- عليه العوض.
- الأخطبوط.
- هاللو أمريكا.
- لو كان ده حلم.
- جواز بقرار جمهوري.
- عسكر في المعسكر.
- جذور في الهواء.
- مغاوري في الكلية.
- العايقة والدريسة.
- الوزير جاي.
- العايقة والدريسة.
- رحلة الشقاء والحب.
- نهاية رجل تزوج.
- مع سبق الإصرار.

- خائفة من شيء ما
  - فيلم “إمبراطورية ميم” في عام 1972.
  - فيلم “امرأة سيئة السمعة” في عام 1973.
  - فيلم “الرصاصة لا تزال في جيبي” في عام 1974.
  - فيلم “على ورق سوليفان” في عام 1975.
  - فيلم “أميرة حبي أنا” في عام 1975.
  - فيلم “ألف بوسة وبوسة” في عام 1977.
  - فيلم “الحب قبل الخبز أحياناً” في عام 1977.
  - فيلم “أفواه وأرانب” في عام 1978.
  - فيلم “خائفة من شيء ما” في عام 1979.
  - فيلم “لست شيطاناً ولا ملاكاً” في عام 1980.
  - فيلم “الثأر قبل الحب أحياناً” في عام 1981.
  - فيلم “على باب الوزير” في عام 1982.
  - فيلم “نهاية رجل تزوج” في عام 1983.
  - فيلم “العذراء والشعر الأبيض” في عام 1983.
  - فيلم “شوارع من نار” في عام 1984.
  - فيلم “الشقة من حق الزوجة” في عام 1985.
  - فيلم “رغبة وحقد وانتقام” في عام 1986.
  - فيلم “حارة برجوان” في عام 1989.
  - فيلم “هدى ومعالي الوزير” في عام 1994.
  - فيلم “بخيت وعديلة الجردل والكنكة” في عام 1996.
  - فيلم “صعيدي في الجامعة الأمريكية” في عام 1998.
  - فيلم “حرامية في كي جي تو” في عام 2001.

## روابط خارجية
- هانم محمد على موقع الدهليز
- هانم محمد على موقع قاعدة بيانات الأفلام العربية

## - هانم محمد على موقع أوقاتك
1. ↑  
هانم محمد - السينما.كوم نسخة محفوظة 25 أبريل 2016 على موقع واي باك مشين.